# Enya (peuple)
Pour les articles homonymes, voir Enya (homonymie).
Les Enya sont un peuple bantou d'Afrique centrale. ce sont des pêcheurs du bassin du fleuve Congo en amont de Kisangani.

## Ethnonymie
Selon les sources et le contexte, on rencontre de nombreuses variantes : Baenya, Bagenia, Bagenya, Bawenja, Eenya, Ena, Enyas, 
Enye, Genya, Mugenia, Ouénya, Tsheenya, Vouaghenya, Wagenia, Wagenias, Wagenya, Waggenia, Waggenya, Waguénya, Wainya, Wenya.

## Langue
Ils parlent l'enya, une langue bantoue, dont le nombre de locuteurs était estimé à 15 000 en 2000.

## Économie
Ils ont développé une technique unique au monde installant des échafaudages de perches, de troncs, de lianes au dessus des rapides. Ils y attachent des nasses à poissons.
Ils rejoignent ces nasses en pirogues et, avec une incroyable agilité, ils parcourent ce dispositif pour le réparer, l'agrandir, le déplacer ou encore poser ou relever les

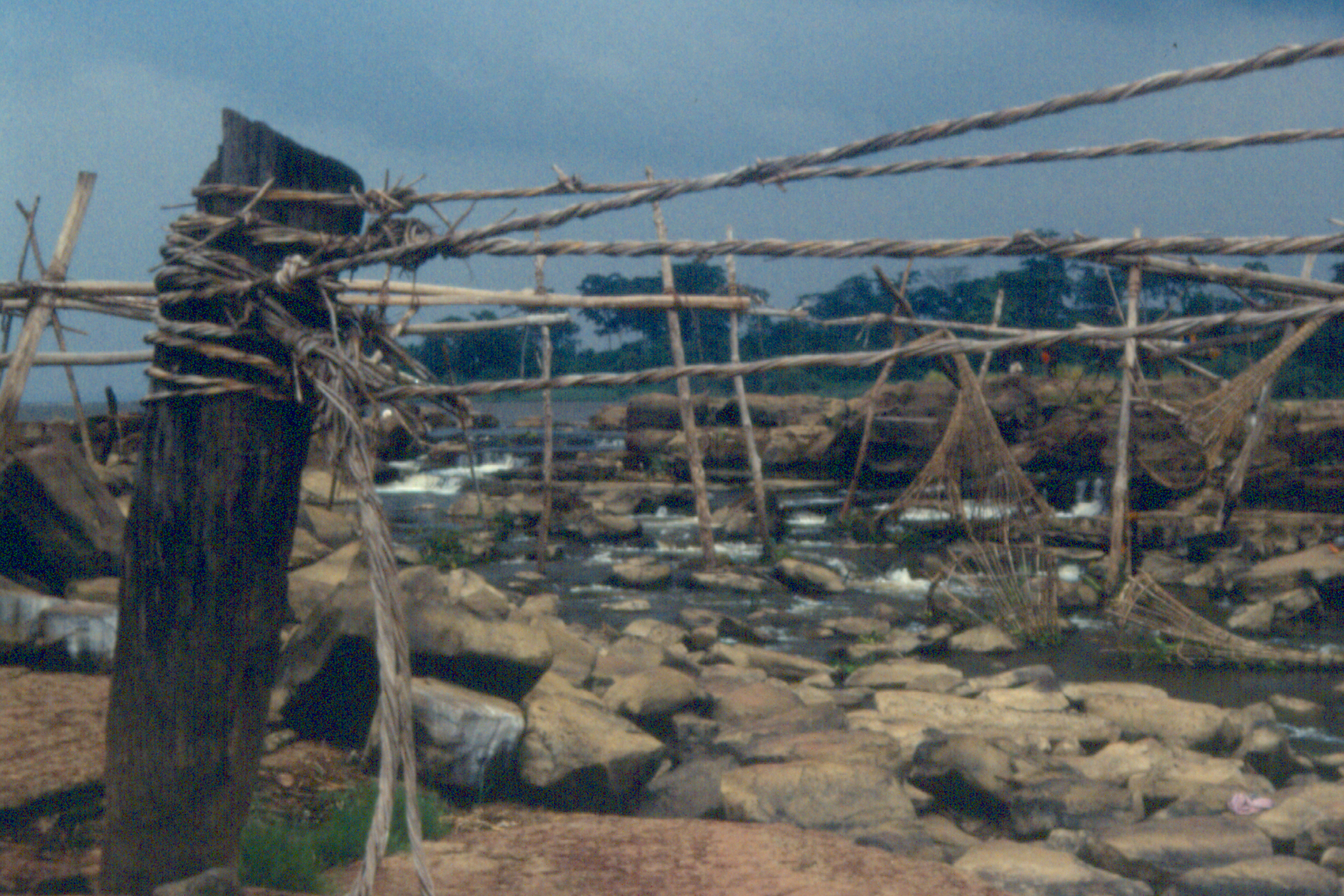
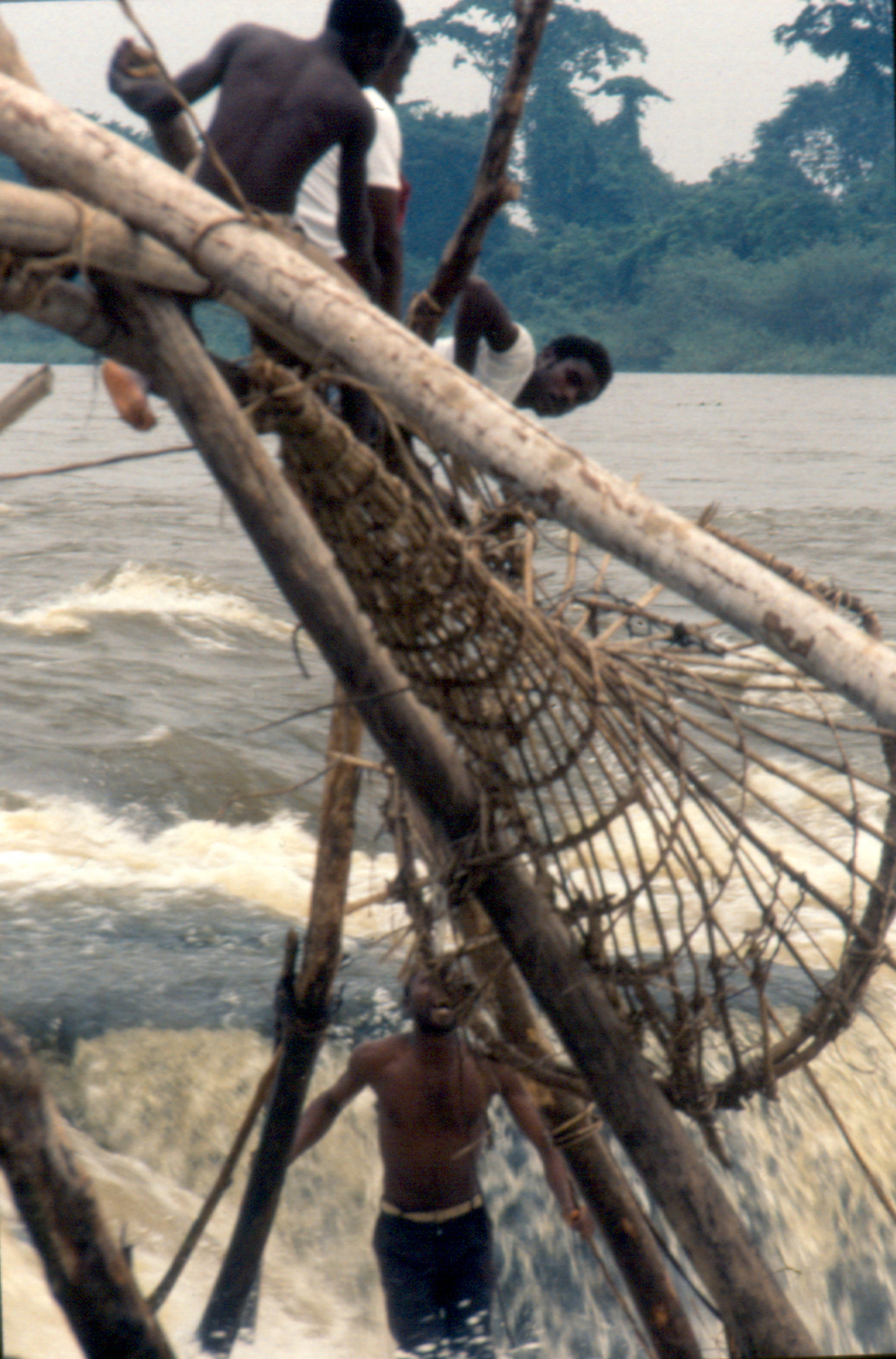

poissons dans les nasses..